# إذاعة هرجيسا
إذاعة هرجيسا  او راديو هرجيسا (بالصومالية:  Raadiyaha Hargeesa)‏ هي الإذاعة المسؤله للخدمة الإعلامية العامة في أرض الصومال.

## التاريخ
تأسست في عام 1943 في محمية أرض الصومال البريطانية السابقة كأول محطة باللغة الصومالية، وهي تبث في الغالب باللغة الصومالية ولكنها تعرض أيضًا نشرات إخبارية باللغات الأمهرية والعربية والإنجليزية.كانت القناة مسؤولة عن الانتشار الواسع لنوع بلو الجديد الذي طوره عبد سنيمو [الإنجليزية] وموسيقى العود المعروف بهليليوا التي دمجها عبد الله قرشي [الإنجليزية] مع بلو.